# طلال الزهراني
طلال الزهراني (مواليد 8 ديسمبر 1981) هو لاعب كرة قدم سعودي .
كانت بداياته مع نادي هجر و تألق مع نادي هجر ولعب معهم لغاية 2012 و بعدها وقع مع نادي الجيل و لعب معهم 3 مواسم وبعدها وقع مع نادي العدالة في عام 2015 .

## وصلات خارجية
- طلال الزهراني